# Битва за Грозний (листопад 1994)
Листопадовий штурм Грозного відбувся 26 листопада 1994 року в ході конфлікту в самопроголошеній Чеченській Республіці Ічкерії. Спроба російських спецслужб та проросійської опозиції взяти місто та повалити президента Джохара Дудаєва закінчилася провалом. У штурмі брали участь російські військовослужбовці, завербовані Федеральною службою контррозвідки. Невдалий штурм Грозного продемонстрував активну участь російської влади у внутрішньочеченському конфлікті, у зв'язку з чим Рада безпеки Росії вже через три дні приймає рішення про початок силових " заходів щодо підтримки конституційного порядку".

## Передісторія
З 1991 року на території колишньої Чечено-Інгуської АРСР існувала самопроголошена держава Чеченська Республіка Ічкерія (ЧРІ), президентом якої став колишній генерал радянських ВПС Джохар Дудаєв. Протягом кількох років територія ЧРІ була практично непідконтрольна російській федеральній владі.
У середині 1993 року у ЧРІ стався серйозний конфлікт між Дудаєвим та чеченським парламентом, що завершився розгоном останнього та кровопролиттям. У грудні з'явилася Тимчасова рада Чеченської Республіки (глава Умар Автурханов), яку в червні 1994 року на з'їзді представників чеченського народу було проголошено вищим органом державної влади в Чечні. На тому ж з'їзді було висунуто вимогу відставки Дудаєва. Після цього почалися бойові дії між збройними силами ЧРІ та підрозділами Тимчасової ради.
Восени 1994 року Російська Федерація почала надавати чеченській опозиції пряму військову допомогу. У вересні відбулося перше постачання озброєння, у тому числі десяти бронетранспортерів БТР-80 і шести бойових вертольотів Мі-24, які пілотувалися російськими екіпажами. Протягом вересня-жовтня 120 бойовиків Тимчасової ради пройшли підготовку на полігоні "Прудбою" 8-го Волгоградського армійського корпусу.
15 жовтня 1994 року сили Тимчасової ради вступили до Грозного, практично не зустрічаючи опору, але потім відійшли з міста, ніби отримавши якийсь наказ із Москви.

## Підготовка рейду
Виконуючи директиву Генерального штабу, 1 листопада 1994 року Північнокавказький військовий округ надав чеченській опозиції 40 танків Т-72. Танкові екіпажі набиралися офіцерами Федеральної служби контррозвідки в частинах Московського військового округу. З добровольцями полягав договір, яким відразу ж виплачувався 1 млн неденомінованих рублів (близько 325$). Крім того, були встановлені розцінки за участь у бойових діях, знищену ворожу техніку, за поранення (25 мільйонів рублів за легеню, 50 мільйонів за середню, 75 мільйонів за важку). У разі загибелі військовослужбовця родичі мали отримати 150 млн рублів (близько 50 тис.$). Серед завербованих танкістів виявились і учасники жовтневих подій у Москві 1993 року. Зокрема, старший лейтенант Андрій Русаков у жовтні 1993 року в телеефірі розповідав про свою участь в обстрілі Білого дому; на початку грудня 1994 вже капітан Русаков знову був показаний по телебаченню, перебуваючи в чеченському полоні. Питаннями вербування та перекидання зброї займалися начальник Московського управління ФСК Євген Савостьянов (як заступник директора ФСК Сергія Степашина він займався кавказьким напрямом) та заступник міністра у справах національностей Олександр Котенков.
Після здобуття бронетехніки військовий потенціал Тимчасової ради значно посилився. 17 листопада розпочалася підготовка до нового штурму Грозного.

## Штурм
Штурм розпочався вранці 26 листопада 1994 року. До Грозного входили три колони за трьома напрямками. У складі колон були танки Т-72 з російськими екіпажами та вантажівки з бойовиками Тимчасової ради, прикриття з повітря здійснювали гелікоптери Мі-24 також з російськими екіпажами. Різні джерела суперечать один одному в описі штурму; наскільки можна судити, в перші години операції наступали майже не зустрічали опору, хоча є інформація про те, що колона, що вийшла з Толстой-Юрта, потрапила під обстріл ще на підході до Грозного, в районі села Петропавлівське.
Увійшовши до Грозного, російські танкісти зупинялися на світлофорах і іноді питали у місцевого населення дорогу до Президентського палацу. Без бою був зайнятий телецентр, біля якого залишилися три танки. Інші продовжували рухатися у напрямку президентського палацу, проте, не доїжджаючи до нього, зустріли серйозний опір. За даними Сергія Козлова (ветеран підрозділів спецназу ГРУ, учасник Афганської війни, редактор відділу в журналі "Солдат Удачі"), до палацу зумів прорватися лише один танк, екіпаж якого був евакуйований підрозділом спеціального призначення. Згідно з Козловим, цей загін спецназу (також сформований із добровольців у Московському військовому окрузі) зробив кілька пострілів по палацу з реактивних вогнеметів "Джміль", внаслідок чого всередині почалася пожежа.
Повідомлялося, що Президентський палац був захоплений бойовиками польового командира Руслана Лабазанова, який брав участь у штурмі на боці опозиції.
Танкісти, які посіли позиції біля телецентру, незабаром зазнали атаки "абхазького батальйону" Шаміля Басаєва і здалися охоронцям телецентру. Наприкінці дня 26 листопада сили Тимчасової ради залишили Грозний. Незважаючи на провал штурму, російські телеканали ввечері 26 листопада повідомляли про взяття Грозного та про телевізійний виступ Автурханова з оголошенням про перехід влади до рук Тимчасової ради.

## Втрати сторін
Наступного дня після штурму начальник прес-служби Дудаєва Хасін Радуєв повідомив багаторазово завищені дані про втрати наступаючих, а також про полон 68 російських військовослужбовців. Насправді ж у полон потрапив 21 танкіст, що підтверджується складеними поіменними списками. Дудаєв пригрозив розстріляти полонених, якщо російська сторона відмовиться визнати факт участі своїх військовослужбовців у конфлікті.
Втрати під час штурму важко піддаються оцінці. Так, учасник подій повідомляє, що з 40 танків, що були в опозиції, з міста вийшли 18 машин. За іншими даними, у штурмі було задіяно 35 танків Т-72, і лише 4 з них зуміли залишити місто. Якась частина підбитих танків згодом була відремонтована полоненими танкістами та увійшла до складу збройних сил ЧРІ.

## Версії причин штурму
Деякі очевидці подій упевнені, що провал штурму Грозного силами Тимчасової ради було заплановано заздалегідь, щоб спровокувати великомасштабне вторгнення російських військ до Чечні. Так вважає, наприклад, президент Чечні Рамзан Кадиров:

У листопаді 1994 року до Грозного направили танкову колону, посадивши за важелі вчорашніх військовослужбовців Кантемирівської дивізії. Ця авантюра була здійснена за два тижні до початку широкомасштабної війни, щоб надати морально-психологічний вплив на населення країни, переконати росіян у необхідності воєнних дій та їх виправданості. Павло Грачов як досвідчений воєначальник було знати, що у центрі міста без супроводу піхоти танкова колона буде розстріляна. Так і сталося. Танки горіли, гинули військовослужбовці, частина їх опинилася в полоні, кадри телевізійних зйомок демонстрували вдень і вночі. Такого не можна було пробачити. У цьому й був весь задум.

Версії російської сторони
Згодом керівники інших силових відомств стверджуватимуть, що були проти проведення цієї операції. Анатолій Куликов, тоді командувач внутрішніми військами:

Правду кажучи, коли я вперше почув про так звані «добровольці», я вважав, що ФСБ розраховує залучити до своєї операції справді досвідчених людей. Інше питання, як це «найманство» виглядає з моральної точки зору, але здавалося, що будуть запрошені вмілі, терті різними війнами мужики, для яких військове ремесло є сенсом життя, а бій — природним місцем існування. Але ідея Савостьянова для наших просторів здавалася надто екзотичною та нагадувала імітацію голлівудського сценарію, в якому жменька героїв зі спецслужби за допомогою чесних та простодушних аборигенів кидає виклик східному деспоту. Можна було й зовсім забути про ці проекти Савостьянова, якби 22 листопада мені в Москву з Моздок а не подзвонив Анатолій Романов (в той час був заступником Кулікова,— прим. ). По всьому відчувалося, що він ледве зберігав самовладання: Ви знаєте, товаришу командувач, сюди прислали якихось пацанів. Нікому вони не потрібні, всі кинуті...»
Я не відразу зрозумів, у чому річ. Перепитую: «Які пацани, Анатолію?» Відповідає: «Самі справжні... Сержанти термінової служби з Кантемирівської та Таманської дивізій. Начебто на допомогу опозиції. Але ними у Моздоку ніхто не займається і ніхто не знає, що з ними робити. Звичайні хлопчаки: багатьом настав термін звільнятися в запас ... »

Скептично дивився на заплановану операцію і міністр оборони Павло Грачов:
Я тільки здогадувався, що ведеться підготовка якоїсь силової акції. Під крилом ФСБ. Потім від нашого міністерства вимагали представника координаційного органу. Ним став начальник Генштаба Михайло Іванович Колесников. Від нас, військових, зажадали трохи техніки та добровольців для надання допомоги прикордонникам та ФСБ. Я категорично заборонив Колесникову залучати до операції солдатів строкової служби. Але вони й не знадобились. Багато офіцерів, прапорщиків Таманської, Кантемирівської дивізій погодилися брати участь в операції: адже їм платили гроші... Операція готувалася таємно. Про її початок я, наприклад, дізнався тоді, коли був у відрядженні у Владивостоці. Було це у листопаді 94-го. Мені зателефонував Колесников і доповів: змішаний танковий батальйон колоною увійшов до Грозного. Нічого собі! Відразу питаю: чи є втрати? Жодних втрат, відповідає, ніякої стрілянини, чеченці вітають військових. Біслан Гантаміров, мер Грозного, з нами, Доку Завгаєв тут же. Все відмінно. Я перехрестився.

## Наслідки
Відразу після штурму міністр оборони Росії Грачов, Павло Сергійович Павло Грачов дав свою оцінку події, фактично прирівнявши полонених російських військовослужбовців до найманців: 

Ну, знаєте, я якось не дуже цікавлюся цим питанням, оскільки російські збройні сили, в принципі, не беруть участі там. …Хоча дивлюся телебачення, і, начебто, полонені там захоплені і ще хтось. Я, єдине, знаю, що з кожного боку — і на боці Дудаєва, і на боці опозиції — воюють велика кількість найманців.

…Якби воювала російська армія, то принаймні одним парашутно-десантним полком можна було б протягом двох годин вирішити всі питання.
У наступні два тижні 20 полонених російських військовослужбовців було звільнено, а один залишився в полоні; втім, існує версія, що полонених було близько 30, і з якихось причин не всі повернулися з полону.
Генерал Борис Поляков, командувач 4-ї гвардійської Кантемирівської танкової дивізії (у якій проводився набір танкістів для участі в операції) подав рапорт про відставку.Після провалу спроби повалення Джохара Дудаєва силами чеченської опозиції уряд Росії ухвалив рішення про введення до Чечні регулярної армії. Згадує Павло Грачов: 

Наприкінці листопада відбулося пам'ятне засідання ради, де було поставлено всі точки. Президентом? На жаль. Доповідь про поточний момент робив міністр із національних питань — Єгоров Микола Дмитрович. Він казав, що в Чечні все нормально: «в результаті роботи з населенням» ми досягли прогресу — 70 відсотків чеченців чекають, коли увійдуть російські війська. Інші 30 переважно нейтральні. Опір вплинуть тільки відщепенці. Мені здається, що він хотів якось замазати чи гіркий осад від першої поразки. Відволікти увагу, списати загибель батальйону на дику випадковість. А може, і відвести когось від відповідальності за провал листопадової операції.

30 листопада президент Борис Єльцин підписав секретний указ №2137с "Про заходи щодо відновлення конституційної законності та правопорядку на території Чеченської Республіки". З 1 грудня бойова авіація почала завдання ударів по території Чечні (зокрема, на аеродромах було знищено весь авіапарк військово-повітряних сил ЧРІ), при цьому штаби ВПС і ППО Росії відмовилися підтвердити факти нальотів, і бомбардування здійснювалися "невідомими" літаками . 6 грудня міністр оборони Росії Павло Грачов та міністр внутрішніх справ Віктор Єрин зустрілися з президентом невизнаної республіки Джохаром Дудаєвим у станиці Орджонікідзевська (Інгушетія). 11 грудня почалося введення до Чечні федеральних сил. Почалася Перша чеченська війна.